# Go For It, Baby -Kioku no sanmyaku-
„GO FOR IT, BABY -Kioku no sanmyaku-” (jap. GO FOR IT, BABY -キオクの山脈-) – pięćdziesiąty singel japońskiego zespołu B’z, wydany 1 czerwca 2012 roku. Limitowana edycja singla zawierała dodatkowo DVD z teledyskiem utworu tytułowego. Osiągnął 1 pozycję w rankingu Oricon i pozostał na liście przez 13 tygodni, sprzedał się w nakładzie 187 166 egzemplarzy. Singel zdobył status złotej płyty.
Utwór tytułowy został wykorzystany w reklamie  napoju „Pepsi Nex” firmy Pepsi-Cola.

## Lista utworów
| CD  | |      |
| Nr  | Tytuł | Czas |
| 1.  | „GO FOR IT, BABY -Kioku no sanmyaku-” (jap. GO FOR IT, BABY -キオクの山脈-)                                      | 4:40 |
| 2.  | „Honokanaru hi” (jap. 仄かなる火)                                                                                | 4:13 |
| 3.  | „Ryūsei Mask” (jap. 流星マスク Ryūsei Masuku)                                                                    | 3:16 |
| DVD | |      |
| Nr  | Tytuł | Czas |
| 1.  | „GO FOR IT, BABY -Kioku no sanmyaku-” MUSIC VIDEO (jap. 「GO FOR IT, BABY -キオクの山脈-」 MUSIC VIDEO)          |      |
| 2.  | PEPSI NEX presents B’z 1DAY LIVE at SHIBUYA-AX - Sayonara kizu darake no hibi yo - Ichibu to zenbu - Liar! Liar! |      |

## Notowania
| Lista                        | Pozycja |
| ---------------------------- | ------- |
| Oricon Weekly Singles Chart  | 1       |
| Oricon Monthly Singles Chart | 4       |
| Oricon Yearly Singles Chart  | 34      |
| Billboard Japan Hot 100      | 1       |

## Muzycy
- Tak Matsumoto: gitara, kompozycja i aranżacja utworów
- Kōshi Inaba: wokal, teksty utworów, aranżacja
- Shane Gaalaas: perkusja
- Barry Sparks: gitara basowa
- Terachi Hideyuki: aranżacja
- Takanori Masuda: keyboard (tylko na Dysku 2)
- Yoshinobu Ōga: gitara